# Tháp đồng hồ Wellington

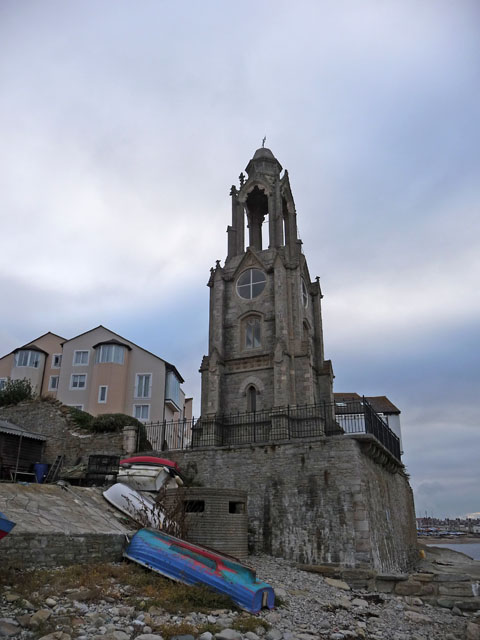
Tháp đồng hồ Wellington

Tháp đồng hồ Wellington là một công trình trên bờ biển tại Swanage, Dorset, Anh, được thiết kế bởi kiến trúc sư Arthur Ashpitel. Nó được sử dụng như một đài tưởng niệm Arthur Wellesley, Công tước thứ nhất của Wellington, mặc dù kinh phí không đủ để cung cấp một bức tượng của ông trên đỉnh tháp, như dự định ban đầu. Nó chứa một chiếc đồng hồ với bốn mặt được chiếu sáng từ bên trong và một văn phòng điện báo nhỏ. Trong vòng 10 năm, công trình bị lu mờ bởi việc xây dựng các công trình đường sắt gần đó và trở thành vật cản cho giao thông sử dụng cây cầu. Nó đã bị phá hủy năm 1867.
Công trình này được nhà thầu George Burt có trụ sở tại Swanage lưu lại và vận chuyển trở về quê nhà, nhưng không có đồng hồ. Ông đã tặng nó cho nhà thầu đồng nghiệp Thomas Docwra, người đã dựng lại nó trong khuôn viên ngôi nhà của ông tại Peveril Point. Công trình này vẫn là một điểm nhấn nổi bật trong thị trấn và là công trình xếp hạng II của Anh từ năm 1952.